# Maungatapere
Maungatapere  est un village dans la région du Northland, dans l’Île du Nord de la Nouvelle-Zélande. 

## Situation
La State Highway 14 (en)  circule à travers le secteur . 
La localité de Whangārei  est à 11 km vers l’est et celle de Tangiteroria est à 18 km vers le sud-ouest.
Maungatapere est situé à la jonction de la State Highways 14 et 15.
Maungatapere est aux antipodes de la ville de Tanger, au Maroc.

## Toponymie
Le village prend son nom de l’alentour d’un pic volcanique du même nom (un mot Maori signifiant  "meeting house by the mountain") qui siège au sud-ouest et a un sommet atteignant 359 mètres au-dessus du niveau de la mer,.

## Histoire
Thomas Elmsley acheta 60000 acres de terrains dans le secteur de Maungatapere et dans le nord de la zone de Wairoa au chef Te Tirarau (en) en 1839 et en 1840 lui-même et ses frères Henry et Charles Walton, vinrent là avec des ouvriers pour y établir des fermes.
La ferme de Henry Walton qui était sur les pentes du mont Maungatapere, était  appelé "Maungatapere Park".
Après la guerre des fanions (en), Walton employa des anciens soldats pour construire un mur en pierres, qui est toujours une caractéristique du secteur. 
Henry Walton se maria à Kohura, nièce de Te Tirarau Kukupa en 1846. Après sa mort lors de la naissance d’un enfant, il se maria avec sa sœur, Pehi, mais elle mourut aussi de l’épidémie de rougeole de 1856. 
Walton construisit une route entre Maungatapere et Whangarei en 1858.Il s'impliqua aussi dans les mines de charbon et la construction des bateaux et fut l’un des partenaires des scieries de bois d’œuvre au niveau de la localité de Te Kōpuru.Walton fut un des fondateurs de la Bank of New Zealand. 
En 1863, il devint membre du Conseil législatif de Nouvelle-Zélande et deux années plus tard, il fut élu au conseil provincial d’Auckland (en). 
Toutefois, en 1867, il quitta la Nouvelle-Zélande et retourna vers l’Angleterre en vendant sa propriété pour qu'elle soit subdivisée en lots.

## Démographie
Statistiques en Nouvelle-Zélande décrit Maungatapere comme un village rural. L’installation couvre  1,29 km2. 
Le village est seulement une partie de la zone statistique de  Maungatapere, qui est beaucoup plus étendue.
La localité de Maungatapere elle-même avait une population de 264 habitants lors du recensement de 2018 en Nouvelle-Zélande, en augmentation de 33 personnes (14,3 %) depuis le recensement de 2013 et une augmentation de 33 personnes(14,3 %) depuis le recensement de 2006 en Nouvelle-Zélande. 
Il y a 78 logements, comprenant 129 hommes et 132 femmes donnant un sexe-ratio  de 0,98 homme pour une femme , avec 72 personnes (27,3 %) âgées de moins de 15 ans,  33 personnes(12,5 %) âgées de 15 à 29 ans , 108 personnes (40,9 %) âgées de 30 à 64 ans , et 51 personnes(19,3 %) âgées de 65 ou plus.
L’ethnicité est pour 84,1 % européens/Pākehā, 27,3 % Māori, 1,1 % peuples du Pacifique, 3,4 % d’origine asiatique et  0,0% d ‘une autre ethnicité. Les personnes peuvent d’identifier de plus d’une  ethnicité en fonction de leur parenté.
Bien que certaines personnes refusent de répondre à la question du recensement concernant leur affiliation religieuse, 50,0 % n'ont aucune religion, 39,8 % sont chrétiens et  2,3 % ont une autre religion.
Parmi ceux d'au moins 15 ans d'âge, 24 personnes (12,5 %) ont une licence ou un degré supérieur et 45 personnes (23,4 %) n'ont aucune qualification formelle. 
18 personnes (9,4 %) gagnent plus de $70,000 comparées avec les 17,2 % au niveau national. 
Le statut d'emploi de ceux d'au moins 15 ans d'âge est pour 87 personnes (45,3 %) un emploi à plein temps , pour 33 personnes (17,2 %) un emploi à temps partiel et 6 personnes (3,1 %) sont sans emploi.

### La zone statistique de Maungatapere
La zone statistique de Maungatapere couvre 174,48 km2 et a une  population estimée à 3830 résidents en juin 2022 avec une densité de population de 22 personnes par km2.
La zone statistique de Maungatapere avaitune population3477 habitants lors du recensement de 2018 en Nouvelle-Zélande, en augmentation de 483 personnes (16,1 %) depuis le recensement de 2013 et une augmentation de 720 personnes (26,1 %) depuis le recensement de 2006 en Nouvelle-Zélande. 
Il y a 1191 logements, comprenant 1764 hommes et 1713 femmes, donnant un sexe-ratio 1,03 homme pour une femme. 
L'âge médian est de 43,7 ans (comparé avec les 37,4 ans au niveau national), avec 756 personnes (21,7 %) âgées de moins de 15 ans, 501 personnes (14,4 %) âgées de 15 à 29 ans , 1659 personnes (47,7 %) âgées de 30 à 64ans et 564 personnes (16,2 %) âgées de 65 ou plus.
L' ethnicité est pour 89,0 % européens/Pākehā, 19,0 % Māoris, 1,2 % personnes du Pacifique, 2,9 % d'origine asiatique et 2,2 % d'une autre ethnicité. 
Les personnes peuvent s'identifier avec plus d'une ethnicité en fonction de leur parenté.
Le pourcentage de personnes nées outre-mer est de 16,2 % , comparé avec les 27,1 % au niveau national.
Bien que certaines personnes choisissent de ne pas répondre à la question du recensement concernant leur affiliation religieuse, 55,0 % n'ont aucune religion, 34,8 % sont chrétiens, 0,3 % sont  hindouistes, 0,3 % sont musulmans, 0,3 % sont bouddhistes et 2,7 % ont une autre religion.
Parmi ceux d'au moins 15 ans d'âge, 531 personnes(19,5 %) ont une licence ou un degré supérieur et 468 personnes (17,2 %) n'ont aucune qualification formelle.
Le revenu médian est de $36,500, comparé avec les $31,800 au niveau national. 531 personnes (19,5 %) gagnent plus de $70,000 comparés aux 17,2 % au niveau national. 
Le statut d'emploi de ceux d'au moins 15 ans d'âge est pour 1446 personnes (53,1 %) un emploi à plein temps, pour 516 personnes (19,0 %) un temps partiel, et 63 personnes (2,3 %) sont sans emploi.

## Éducation
L’ école Maungatapere School est une école, mixte, assurant tout le primaire , allant de l'année 1 à 8 avec un effectif de 328 élèves en novembre 2022. L'école a célébré son 125e jubilé en 2004.